# Prescott (Arizona)
Prescott ist eine Stadt im Yavapai County im US-Bundesstaat Arizona. Das U.S. Census Bureau hat bei der Volkszählung 2020 eine Einwohnerzahl von 45.827 ermittelt. Prescott ist Sitz der Countyverwaltung (County Seat). Unweit der Stadt liegt der Prescott National Forest und darin der 2355 m hohe Mingus Mountain.

## Einwohnerentwicklung
| Jahr | Einwohner 1 |
| ---- | ----------- |
| 1980 | 19.865      |
| 1990 | 26.455      |
| 2000 | 33.938      |
| 2010 | 39.828      |
| 2020 | 45.827      |

## Verwaltung
Bürgermeister (2007–2009) ist Jack Wilson.

## Verkehr
Prescott verfügt über einen Regionalflughafen. Durch Prescott verläuft die Arizona State Route 89 und die Arizona State Route 69 beginnt am östlichen Stadtrand.
1893 wurde Prescott durch die Santa Fe, Prescott and Phoenix Railway an das Eisenbahnnetz angeschlossen. Deren 1911 durch die Atchison, Topeka and Santa Fe Railway (ATSF) übernommene Strecke verbindet Phoenix mit der transkontinentalen Hauptstrecke der ATSF (seit 1996 die Southern Transcon der BNSF Railway). Die topographisch aufwendige Führung über Prescott wurde jedoch 1962 durch einen etwa 20 km westlich des Orts verlaufenden Abschnitt mit geringeren Steigungen ersetzt. Ein Teil der älteren Streckenführung verblieb zur Anbindung des Orts, wurde jedoch im Herbst 1983 aufgrund umfangreicher Flutschäden außer Betrieb genommen und im folgenden Jahr stillgelegt.

## Museen
- Phippen Western Museum
- Sharlot Hall
- Smoki Museum

## Sonstiges
Am 30. Juni 2013 starben 19 der 20 Mitglieder der Feuerwehr-Einheit Granite Mountain Interagency Hotshot Crew beim Yarnell Hill Fire. Die Gruppe stammt aus Prescott.

## Städtepartnerschaften
Partnerstädte von Prescott sind
- Caborca, Sonora, Mexiko
- Suchitoto, El Salvador
- Zeitz in Sachsen-Anhalt, Deutschland; seit März 2014[7]

## Söhne und Töchter der Stadt
- Thomas Edward Campbell (1878–1944), zweimaliger Gouverneur von Arizona
- Max Parker (1882–1964), Artdirector und Szenenbildner
- Edmund F. Cooke (1885–1967), Politiker
- Rosemary DeCamp (1910–2001), Schauspielerin
- Dorothy Fay (1915–2003), Schauspielerin
- William Patrick Mahoney junior (1916–2000), Jurist, Soldat und Politiker
- Robert Pickrell (1922–2017), Offizier, Jurist und Politiker
- Jay Miner (1932–1994), Chipdesigner, gilt unter anderem als Vater des Amiga
- John Denny (* 1952), Baseballspieler
- Holly Sampson (* 1973), Pornodarstellerin und Schauspielerin
- Kayla Mueller (1988–2015), Menschenrechtsaktivistin